# Чемпіонат Швейцарії з хокею 2005
Чемпіонат Швейцарії з хокею 2005 — 94-й чемпіонат Швейцарії з хокею (Національна ліга А). Чемпіоном став «Давос» (27 титул).

## Регламент
За регламентом чемпіонат проходив у два етапи, на першому етапі команди грали в чотири кола. На другому етапі вісімка найкращих клубів в плей-оф розіграли звання чемпіону Швейцарії.
Четвірка найгірших команд у втішному раунді визначили команду, яка зіграє перехідні матчі проти чемпіона НЛБ.

## Поповнення клубів
Через локаут в НХЛ в сезоні 2004/05 років клуби поповнились таким гравцями:
- СК «Берн» — Даніель Брієр, Дені Хітлі, Марк Савар
- ХК «Біль» (НЛБ) — Бен Клаймер (Тампа-Бей Лайтнінг), Тайлер Райт (Колумбус Блю-Джекетс)
- «Давос» — Рік Неш (Колумбус Блю-Джекетс), Джо Торнтон (Бостон Брюїнс), Ніклас Хагман (Флорида Пантерс)
- «Клотен Флаєрс» — Оллі Йокінен, Девід Танабе, Патріс Брізбуа, Джеф Халперн
- ХК «Лозанна» — Мартен Сан-Луї (Тампа-Бей Лайтнінг)
- ХК «Лугано» — Давид Ебішер, Алекс Тангуей, Мартін Желіна
- Лангнау Тайгерс — Тім Коннолі, Мартін Гербер
- СК «Рапперсвіль-Йона» — Крістіан Гуселіус
- «Серветт-Женева» — Шон Донован
- «Фрібур-Готтерон» — Пол Мартін
- «Цуг» — Майк Фішер, Ніко Капанен

## Кваліфікація

### Підсумкова таблиця
| М   | Команда               | І  | Пер | Н | Пор | Шайби     | О  |
| --- | --------------------- | -- | --- | - | --- | --------- | -- |
| 1.  | ХК «Лугано»           | 44 | 29  | 7 | 8   | 148 : 99  | 65 |
| 2.  | «Давос»               | 44 | 27  | 4 | 13  | 156 : 102 | 58 |
| 3.  | ЦСК Лайонс            | 44 | 23  | 4 | 17  | 146 : 118 | 50 |
| 4.  | «Цуг»                 | 44 | 20  | 8 | 16  | 140 : 142 | 48 |
| 5.  | «Серветт-Женева»      | 44 | 20  | 5 | 19  | 126 : 131 | 45 |
| 6.  | ХК «Амбрі-Піотта»     | 44 | 19  | 7 | 18  | 133 : 137 | 45 |
| 7.  | СК «Рапперсвіль-Йона» | 44 | 20  | 5 | 19  | 140 : 130 | 45 |
| 8.  | СК «Берн»             | 44 | 18  | 8 | 18  | 143 : 121 | 44 |
| 9.  | «Клотен Флаєрс»       | 44 | 19  | 5 | 20  | 122 : 128 | 43 |
| 10. | ХК «Фрібур-Готтерон»  | 44 | 13  | 7 | 24  | 115 : 145 | 33 |
| 11. | Лангнау Тайгерс       | 44 | 12  | 6 | 26  | 96 : 154  | 30 |
| 12. | ХК «Лозанна»          | 44 | 8   | 6 | 30  | 111 : 169 | 22 |

### Найкращі бомбардири (кваліфікація)
| М   | Гравець             | Клуб               | Г  | П  | О  |
| --- | ------------------- | ------------------ | -- | -- | -- |
| 1.  | Ренді Робітайл      | ЦСК Лайонс         | 22 | 45 | 67 |
| 2.  | Гнат Доменічеллі    | Амбрі-Піотта       | 23 | 35 | 58 |
| 3.  | Жан-Гі Трудель      | Амбрі-Піотта       | 23 | 35 | 58 |
| 4.  | Вілле Пельтонен     | «Лугано»           | 24 | 33 | 57 |
| 5.  | Стейсі Рйост        | «Рапперсвіль-Йона» | 17 | 39 | 56 |
| 6.  | Джо Торнтон         | «Давос»            | 10 | 44 | 54 |
| 7.  | Олег Петров         | «Цуг»              | 30 | 23 | 53 |
| 8.  | Дейл МакТавіш       | «Рапперсвіль-Йона» | 24 | 29 | 53 |
| 9.  | Роберт Петровицький | ЦСК Лайонс         | 21 | 29 | 50 |
| 10. | Кіммо Рінтанен      | «Клотен Флаєрс»    | 21 | 29 | 50 |

## Плей-оф

### Чвертьфінали
- СК «Берн» — ХК «Лугано» 4:1 (2:0, 2:5, 2:0, 4:2, 5:4 ОТ)
- «Давос» — СК «Рапперсвіль-Йона» 4:0 (6:2, 2:1 ОТ, 6:3, 2:1 ОТ)
- ЦСК Лайонс — ХК «Амбрі-Піотта» 4:1 (5:3, 4:2, 1:2, 2:1, 6:2)
- «Цуг» — «Серветт-Женева» 4:0 (3:2, 4:2, 3:1, 3:2 ОТ)

### Півфінали
- «Давос» — СК «Берн» 4:2 (2:1, 4:5, 2:1, 2:1, 0:2, 4:1)
- ЦСК Лайонс — «Цуг» 4:1 (1:3, 4:1, 4:1, 3:2 ОТ, 4:2)

### Фінал
- «Давос» — ЦСК Лайонс 4:1 (4:6, 6:3, 3:2, 4:3 ОТ, 3:2 ОТ)

### Найкращі бомбардири (плей-оф)
| М  | Гравець             | Клуб       | Г  | П  | О  |
| -- | ------------------- | ---------- | -- | -- | -- |
| 1. | Джо Торнтон         | «Давос»    | 4  | 21 | 25 |
| 2. | Ян Алстон           | ЦСК Лайонс | 11 | 13 | 24 |
| 3. | Ренді Робітайл      | ЦСК Лайонс | 2  | 17 | 19 |
| 4. | Ніклас Хагман       | «Давос»    | 10 | 7  | 17 |
| 5. | Роберт Петровицький | ЦСК Лайонс | 6  | 9  | 15 |
| 6. | Марк Штрайт         | «Давос»    | 4  | 11 | 15 |

## Плей-оф (втішний раунд)

### 1 раунд
- «Клотен Флаєрс» — ХК «Лозанна» 4:1 (4:2, 2:1, 8:4, 2:3 ОТ, 6:1)
- Лангнау Тайгерс — ХК «Фрібур-Готтерон» 4:2 (5:7, 5:2, 2:0, 3:2, 1:8, 5:2)

### 2 раунд
- ХК «Фрібур-Готтерон» — ХК «Лозанна» 4:1 (5:4, 7:9, 7:3, 4:3 ОТ, 5:2)

### Перехідні матчі с чемпіоном НЛБ
- «Базель» — ХК «Лозанна» 3:2 (5:4 ОТ, 1:3, 3:4 ОТ, 5:1, 4:0)

За підсумками матчів НЛА покинув ХК «Лозанна», а «Базель» отримав право виступати у вищому дивізіоні.